# Kerkythea
Kerkythea é um software para renderização de imagens compatível com vários softwares, entre eles: 3D Studio Max e Blender, entre outros softwares. Pode ler os seguintes arquivos com as seguintes extensões: .XML, .3DS, .OBJ, .SIA.

## Exportadores
Existem os seguintes exportadores nativos do Kerkythea

Blender

-Blend2KT

-Exporter para XML format

3D Studio Max

-3dsMax2KT 3dsMax Exporter

GMax

-GMax2KT GMax Exporter

SketchUp

-SU2KT SketchUp Exporter

-SU2KT Light Components